# Strade Bianche 2022
Das Straßenradrennen Strade Bianche 2022 war die 16. Austragung des italienischen Eintagesrennens. Das Rennen fand am 5. März 2022 statt und war Teil der UCI WorldTour 2022.

## Teilnehmende Mannschaften und Fahrer
Neben 17 UCI WorldTeams standen 4 UCI ProTeams am Start. Das WorldTeam Cofidis nahm mangels Erfolgsansichten nicht teil. Mit Ausnahme der Mannschaften EF Education-EasyPost, Ineos Grenadiers, Jumbo-Visma, BikeExchange-Jayco und DSM, starteten für jedes Team sieben Fahrer. Simone Ravanelli (Drone Happer-Androni Giocattoli) und Alejandro Osorio (Bahrain Victorious) starteten das Rennen nicht. Von den 149 gestarteten Fahrern erreichten nur 87 das Ziel.
Von den sieben Fahrern, die letztes Jahr die Spitzengruppe gebildet hatten, waren Wout van Aert wegen anderer Verpflichtungen sowie Mathieu van der Poel, Tom Pidcock und Egan Bernal gesundheitsbedingt, nicht dabei.
Mit Julian Alaphilippe (Quick-Step Alpha Vinyl Team) und Tiesj Benoot (Jumbo-Visma) standen zwei ehemalige Gewinner des Rennens am Start.
Zu den Favoriten galten der Weltmeister Julian Alaphilippe (Quick-Step Alpha Vinyl Team), Tadej Pogačar (UAE Team Emirates), Tiesj Benoot (Jumbo-Visma), Alejandro Valverde (Movistar Team), Jakob Fuglsang (Israel-Premier Tech), Tim Wellens (Lotto Soudal), Matej Mohorič, Pello Bilbao (beide Bahrain Victorious), Jhonatan Narváez, Richard Carapaz (beide Ineos Grenadiers) und Gianni Moscon (Astana Qazaqstan Team).

## Streckenführung
Die Strecke führte über 184 km mit dem Start und Ziel Siena durch die hüglige Toskana. Insgesamt mussten die Fahrer 63 Kilometer auf Schotterstraßen zurücklegen, die in 11 Abschnitte aufgeteilt sind. Die Schotter-Passagen sind zu Beginn der Strecke länger und bestehen sowohl aus Abfahrten als auch aus Anstiegen. Die drei letzten Abschnitte sind kurze steile Rampen. Die letzte Schotterstraße hat eine maximale Steigung von 18 % und endet in Le Tolfe 11,9 Kilometer vor dem Ziel. Auf dem letzten Kilometer musste zunächst die kurze, enge und bis zu 16 % steile Via Santa Caterina bezwungen werden, ehe das Rennen leicht abschüssig auf dem Piazza del Campo endete.
| #  | Sektoren              | km    | Länge (in km) |
| -- | --------------------- | ----- | ------------- |
| 1  | Vidritta              | 17,6  | 2,1           |
| 2  | Bagnaia               | 25    | 5,8           |
| 3  | Radi                  | 36,9  | 4,4           |
| 4  | La Piana              | 47,6  | 5,5           |
| 5  | Lucignano d’Asso      | 75,8  | 11,9          |
| 6  | Pieve a Salti         | 88,7  | 8             |
| 7  | San Martino in Grania | 111,7 | 9,5           |
| 8  | Monte Sante Marie     | 130   | 11,5          |
| 9  | Monteaperti           | 160   | 0,8           |
| 10 | Colle Pinzuto         | 164,4 | 2,4           |
| 11 | Le Tolfe              | 171   | 1,1           |
|    | Ziel                  | 184   |               |

## Rennverlauf und Ergebnis
Am Start bildete sich eine Ausreißergruppe von neun Fahrern, darunter Marco Brenner und Leon Heinschke. Im Hauptfeld gab es 100 km vor dem Ziel einen Massensturz, als die Fahrer auf einem exponierten Schotterweg unter heftigen Seitenwind gerieten. Dieser führte zur Aufgabe u. a. des Vorjahres-Sechsten Michael Gogl, des Siegers von 2018 Tiesj Benoot und anderer aussichtsreicher Fahrer wie Matej Mohorič und Michael Matthews. Der amtierende Weltmeister Julian Alaphilippe wurde kopfüber vom Rad geschleudert, verlor zwei Minuten und musste lange Zeit kämpfen, um wieder Anschluss ans Hauptfeld zu finden. Der zweimalige Tour-de-France-Gewinner Tadej Pogačar zog sich Abschürfungen am linken Arm zu, konnte aber weitermachen.
Auf dem langen Schotter-Sektor von Monte Sante Marie – die Ausreißergruppe war inzwischen eingeholt – verschärfte erst Alaphilippe das Tempo, bevor Pogačar konterte. Am Ende des Sektors hatte er eine Minute Vorsprung vor der Hauptgruppe; zwischen den beiden hielt sich Carlos Rodríguez Cano eine Weile auf zweiter Position. In der etwa 40-köpfigen Hauptgruppe stellte sich Alaphilippe nunmehr in den Dienst seines Teamkollegen Kasper Asgreen, bekam aber wenig Unterstützung, so dass Pogačars Vorsprung auf bis zu 1:40 min anwuchs.
Erst im Anlauf auf den Sektor von Monteaperti nahm das Peloton an Fahrt auf; an dessen Ausgang war eine Fünfer-Gruppe übrig bestehend aus Asgreen, Jhonatan Narváez, Quinn Simmons, Alejandro Valverde und Tim Wellens etwa eine Minute hinter Pogačar. Sie vermochten den Vorsprung jedoch nicht mehr entscheidend zu verringern. Auf dem letzten Sektor von Le Tolfe setzten sich Asgreen und Valverde von den drei anderen ab.
Auf der Via Santa Caterina vermochte Valverde Asgreen abzuschütteln und kam als Zweiter ins Ziel. Pogačars 50 km lange Solofahrt zum Sieg war die bislang längste in der Gesichte des Rennens.
| Platz | Fahrer             | Nation | Team                              | Zeit       |
| ----- | ------------------ | ------ | --------------------------------- | ---------- |
| 01.   | Tadej Pogačar      | SLO    | UAE Team Emirates                 | 4:47:49 h  |
| 02.   | Alejandro Valverde | ESP    | Movistar Team                     | + 0:37 min |
| 03.   | Kasper Asgreen     | DEN    | Quick-Step Alpha Vinyl Team       | + 0:46 min |
| 04.   | Attila Valter      | HUN    | Groupama-FDJ                      | + 1:07 min |
| 05.   | Pello Bilbao       | ESP    | Bahrain Victorious                | + 1:09 min |
| 06.   | Jhonatan Narváez   | ECU    | Ineos Grenadiers                  | "          |
| 07.   | Quinn Simmons      | USA    | Trek-Segafredo                    | + 1:21 min |
| 08.   | Tim Wellens        | BEL    | Lotto Soudal                      | + 1:25 min |
| 09.   | Simone Petilli     | ITA    | Intermaché-Wanty-Gobert Matériaux | + 1:35 min |
| 10.   | Sergio Higuita     | COL    | Bora-Hansgrohe                    | + 1:53 min |